# Вёрёш, Шандор

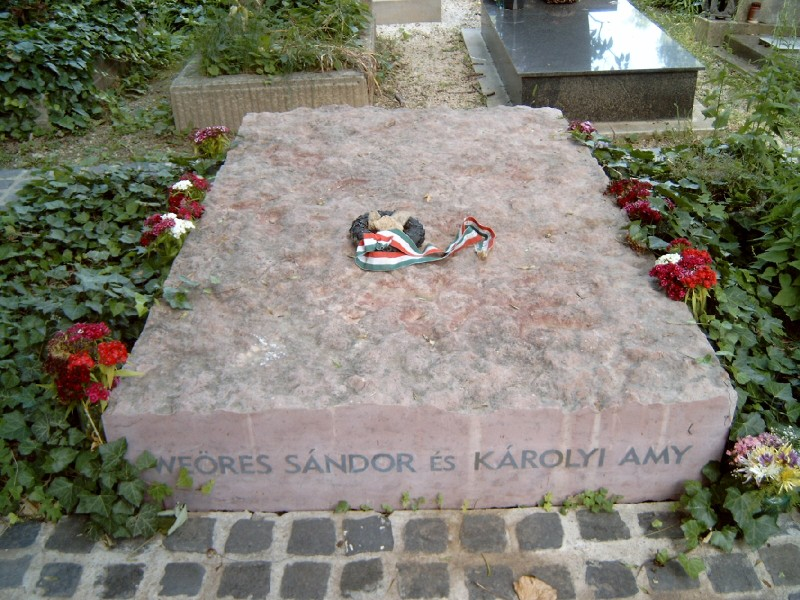
Могила Шандора Вёрёша на кладбище Фаркашрети

Шандор Вёрёш (венг. Weöres Sándor, [ˈvørøʃ ˈʃaːndor], 22 июня 1913, Сомбатхей — 22 января 1989, Будапешт) — венгерский поэт и переводчик.

## Биография
Печатался с 15 лет, в 1932 году его стихи были опубликованы в известном журнале венг. Nyugat («Запад»). Окончил университет в городе Печ, защитил диссертацию по философии творчества (1938). Служил в библиотеке. Во время Второй мировой войны находился на принудительных работах. В 1948—1951 годах путешествовал. Не вписываясь в канон социалистического реализма, с 1948 по 1964 годы публиковался крайне редко.
Переводил поэзию России (Пушкин, Лермонтов), Украины (Шевченко, И. Франко, Л. Украинка), Грузии (Шота Руставели), Великобритании (Шекспир), большой популярностью пользуется его перевод Дао Дэ Цзин.

## Признание
Лауреат Премии Кошута (1970) и Европейской литературной премии (1974). Поэзия Вёрёша переведена на английский, немецкий, французский и другие языки. Многие его стихи положены на музыку Д. Лигети, П. Этвёшем и др. Дважды (1970 и 1971 годы) номинировался на Нобелевскую премию по литературе.

## Произведения
- Hideg van (1934)
- A kő és az ember (1935)
- A teremtés dicsérete (1938)
- Meduza (1944)
- A szerelem ábécéje (1946)
- Elysium (1946)
- Gyümölcskosár (1946)
- A fogok tornáca (1947)
- Bóbita (1955)
- A hallgatás tornya (1956)
- Tarka forgó (1958)
- Tűzkút (1964)
- Gyermekjátékok (1965)
- Merülő Saturnus (1968)
- Zimzizim (1969)
- Psyche (1972)
- Télország (1972)
- Priapos (1950, опубл. посмертно в 2001)

## Публикации на русском языке
- [Стихи]// Венгерская поэзия. XX век. — М.: Художественная литература, 1982. — с. 354-377
- Огненный колодец: Стихи/ Пер. с венг. Предисловие Е. Малыхиной. — М.: Радуга, 1988. — 183 с.